# Priscila Martínez
Priscila Martínez (28 de marzo de 2001) es una deportista mexicana que compite en judo. Ganó una medalla de bronce en el Campeonato Panamericano de Judo de 2021 en la categoría de +78 kg.

## Palmarés internacional
| Campeonato Panamericano | Campeonato Panamericano | Campeonato Panamericano | Campeonato Panamericano |
| Año                     | Lugar                   | Medalla                 | Categoría               |
| ----------------------- | ----------------------- | ----------------------- | ----------------------- |
| 2021                    | Guadalajara (México)    | Medalla de bronce       | +78 kg                  |